# Stazione di Sante Marie
Stazione di Sante Marie vasútállomás Olaszországban, Sante Marie településen.

## Vasútvonalak
Az állomást az alábbi vasútvonalak érintik:
- Róma–Sulmona–Pescara-vasútvonal

## Kapcsolódó állomások
A vasútállomáshoz az alábbi állomások vannak a legközelebb:
- Stazione di Tagliacozzo
- Stazione di Colli di Monte Bove